# Metz-Tessy
Metz-Tessy korábbi község (település) Franciaországban, Haute-Savoie megyében. 2016. január 1-jén Épagny községgel egyesült és Epagny Metz-Tessy új község része lett.
Lakosainak száma 3051 fő (2013). Metz-Tessy Annecy-le-Vieux, Épagny, Meythet és Pringy községekkel határos.

## Népesség
A település népességének változása:
| Lakosok száma | 524  | 566  | 674  | 980  | 1411 | 2009 | 2551 | 3051 |
|               | 1962 | 1968 | 1975 | 1982 | 1990 | 1999 | 2008 | 2013 |